# Vikas Swarup
Vikas Swarup (em hindi: विकास  स्वरूप, em  urdu : ترقی ضابطہ), nascido em Allahabad (1963-), é um romancista e diplomata indiano que tem trabalhado como diplomata na Turquia, Estados Unidos da América, Etiópia, Reino Unido, África do Sul e desde 2009 Japão. Ficou  conhecido por ser o autor do romance  "Q & A", o romance que serviu de base ao guião do filme "Slumdog Millionaire", vencedor entre outros dos óscares para melhor filme e  de melhor diretor em 2009.

## Biografia
Swarup nasceu no seio de uma família de advogados e estudou no Boys' High School & College da sua cidade natal, continuando a sua formação na Universidade de Allahabad com estudos de Psicologia, História e Filosofia.
Em 1986, ingressou no Indian Foreign Service.
Vikas Swarup vive desde agosto de 2009 no Japão, África do Sul, como consul da Índia para a região metropolitana de Osaka-Kobe.É casado e tem dois filhos.

## Swarup como romancista
O seu primeiro romance Q & A, conta a história de um operador de call center que era originário de um dos mais pobres bairros de lata/favelas de Bombaim que ganha o maior prémio de um concurso televisivo: 2 milhões de rúpias indianas e que acabou preso por suspeita de fraude. Ele irá contar, depois de sofrer diversas torturas, a sua vida quando era criança. O romance foi muito bem recebido pela crítica e pelo público, tendo sido traduzida em mais de 40 línguas (entre as quais o português (versões do Brasil e Portugal), com os títulos:  "Quem quer ser milionário" (Brasil) e "Quem quer ser bilionário" (Portugal). Foi nomeada para o Commonwealth Writers' Prize e ganhou o Exclusive Books Boeke Prize em 2006, assim como o Prix Grand Public na Feira do Livro de Paris de 2007.
O romance foi adaptado a uma série radiofónica pela  BBC e serviu de base ao guião ao filme de Danny Boyle Slumdog Millionaire, escrito por Simon Beaufoy, vencedora de vários óscares em 2008, incluindo o Oscar de melhor filme e o Oscar de melhor diretor.
O segundo romance de Vikas Swarup, Six Suspects, foi lançado em  28 de julho de 2008. Um dos seus curtos relatos,  A Great Event, foi compilado numa antologia de histórias sobre a infância publicada para Save the Children.
Swarup publicou em numerosos eventos literários, como no  Festival Literário de Oxford, na Feira Internacional do Livro de Turim e na Conferência de escritores de Auckland.

### Romances
- Q & A, traduzida em português como "Quem Quer Ser Milionário" (Brasil) e "Quem Quer ser Bilionário" (Portugal e PALOPs.)
- Six Suspects
- The accidental apprentice ,traduzido em português (Portugal) como "A herdeira acidental" e em "Aprendiz por acaso" (Brasil)

### História curtas
- A Great Event - publicada no The Children’s Hours: Stories of Childhood.